# Elecciones al Parlamento Europeo de 2004 (Italia)
Las elecciones al Parlamento Europeo de 2004 en Italia se celebraron los días 12 y 13 de junio de 2004 para elegir a los eurodiputados de dicho país para la sexta legislatura del Parlamento Europeo. El número de escaños asignado a Italia pasó de 87 a 78.
El sistema de partidos altamente fragmentado de Italia hizo difícil identificar una tendencia general, pero los resultados fueron vistos en general como una derrota para el primer ministro italiano, Silvio Berlusconi, y una victoria para la opositora coalición de centroizquierda El Olivo identificada con Romano Prodi, quien fue presidente de la Comisión Europea hasta 2004, y se esperaba ampliamente que volviera a ingresar a la política italiana en las siguientes elecciones.
La lista común de El Olivo, integrada principalmente por Demócratas de Izquierda y La Margarita, se convirtió en la lista más numerosa, con un importante efecto psicológico. Sin embargo, las expectativas sobre esta lista eran inicialmente algo mayores, y Massimo D'Alema había proclamado que "si la lista de unidad alcanza el 33%, el gobierno debe irse".
Aunque el desempeño del Olivo no fue tan fenomenal como se esperaba, la prueba indicó un apoyo algo reducido a la coalición de centroderecha. Sin embargo, en las elecciones europeas los italianos tienden a votar de un modo más orientado al candidato, dando su voto más fácilmente a un candidato fuera de su partido habitual; esto generalmente reduce la importancia de estas elecciones.

## Sistema electoral
El sistema electoral de representación proporcional por listas de partidos puras era el tradicional de la República Italiana desde su fundación en 1946, por lo que fue adoptado también para elegir a los representantes italianos en el Parlamento Europeo.
Se utilizaron dos niveles: uno nacional para repartir los escaños entre los partidos y otro de circunscripción para distribuirlos entre los candidatos. Las regiones de Italia se unieron en cinco circunscripciones, cada una de las cuales eligió un grupo de eurodiputados.
A nivel nacional, los escaños se dividieron entre las listas de los partidos mediante el método del resto mayor con cuota Hare. Todos los escaños obtenidos por cada partido se distribuyeron automáticamente entre sus listas abiertas locales y sus candidatos más votados.

### Circunscripciones

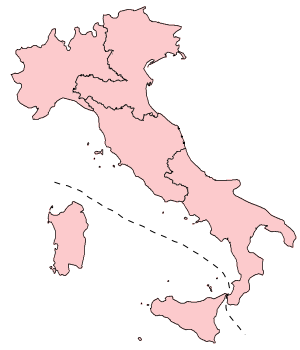
Las cinco circunscripciones para las elecciones europeas

Los escaños se asignan a las listas de los partidos a nivel nacional mediante una cuota electoral, y el resto se asigna a las listas con el resto mayor sobre las cuotas totales. Posteriormente, se calcula una cuota electoral para cada lista y se utiliza para asignarle escaños en cada una de las cinco circunscripciones electorales.
| Circunscripción | Regiones                                                          | Escaños |
| --------------- | ----------------------------------------------------------------- | ------- |
| Noroeste        | Valle de Aosta, Liguria, Lombardía, Piamonte                      | 23      |
| Noreste         | Emilia-Romaña, Friuli-Venecia Julia, Trentino-Alto Adigio, Véneto | 15      |
| Central         | Lacio, Marcas, Toscana, Umbría                                    | 16      |
| Sur             | Abruzos, Apulia, Basilicata, Calabria, Campania, Molise           | 17      |
| Islas           | Cerdeña, Sicilia                                                  | 7       |

## Delegación saliente
| Grupo del PE                                   | Grupo del PE                                                         | Escaños | Partido                  | Eurodiputados |
| ---------------------------------------------- | -------------------------------------------------------------------- | ------- | ------------------------ | ------------- |
|                                                | Partido Popular Europeo-Demócratas Europeos                          | 34/87   |                          |               |
| Forza Italia                                   | Partido Popular Europeo-Demócratas Europeos                          | 34/87   | 22                       |               |
| Unión de los Demócratas Cristianos y de Centro | Partido Popular Europeo-Demócratas Europeos                          | 34/87   | 4                        |               |
| La Margarita                                   | Partido Popular Europeo-Demócratas Europeos                          | 34/87   | 4                        |               |
| Unión de Demócratas por Europa                 | Partido Popular Europeo-Demócratas Europeos                          | 34/87   | 2                        |               |
| Partido de los Pensionistas                    | Partido Popular Europeo-Demócratas Europeos                          | 34/87   | 1                        |               |
| Partido Popular Sudtirolés                     | Partido Popular Europeo-Demócratas Europeos                          | 34/87   | 1                        |               |
|                                                | Grupo Socialista en el Parlamento Europeo                            | 16/87   |                          |               |
| Demócratas de Izquierda                        | Grupo Socialista en el Parlamento Europeo                            | 16/87   | 15                       |               |
| Socialistas Demócratas Italianos               | Grupo Socialista en el Parlamento Europeo                            | 16/87   | 1                        |               |
|                                                | Unión por la Europa de las Naciones                                  | 10/87   |                          |               |
| Alianza Nacional                               | Unión por la Europa de las Naciones                                  | 10/87   | 9                        |               |
| Pacto Segni                                    | Unión por la Europa de las Naciones                                  | 10/87   | 1                        |               |
|                                                | Grupo del Partido Europeo de los Liberales, Demócratas y Reformistas | 8/87    |                          |               |
| La Margarita                                   | Grupo del Partido Europeo de los Liberales, Demócratas y Reformistas | 8/87    | 4                        |               |
| Italia de los Valores                          | Grupo del Partido Europeo de los Liberales, Demócratas y Reformistas | 8/87    | 2                        |               |
| Movimiento Republicanos Europeos               | Grupo del Partido Europeo de los Liberales, Demócratas y Reformistas | 8/87    | 1                        |               |
| Nuevo Partido Socialista Italiano              | Grupo del Partido Europeo de los Liberales, Demócratas y Reformistas | 8/87    | 1                        |               |
|                                                | Izquierda Unitaria Europea/Izquierda Verde Nórdica                   | 6/87    |                          |               |
| Partido de la Refundación Comunista            | Izquierda Unitaria Europea/Izquierda Verde Nórdica                   | 6/87    | 4                        |               |
| Partido de los Comunistas Italianos            | Izquierda Unitaria Europea/Izquierda Verde Nórdica                   | 6/87    | 2                        |               |
|                                                | Los Verdes/Alianza Libre Europea                                     | 2/87    | Federación de los Verdes | 2             |
|                                                | No inscritos                                                         | 11/87   |                          |               |
| Lista Bonino                                   | No inscritos                                                         | 11/87   | 7                        |               |
| Liga Norte                                     | No inscritos                                                         | 11/87   | 3                        |               |
| Independiente                                  | No inscritos                                                         | 11/87   | 1                        |               |

## Partidos y líderes
| Partido | Partido | Ideología                                                                          | Líder                                                                                | Partido europeo                 | Eurodiputados salientes |
| ------- | --- | ---------------------------------------------------------------------------------- | ------------------------------------------------------------------------------------ | ------------------------------- | ----------------------- |

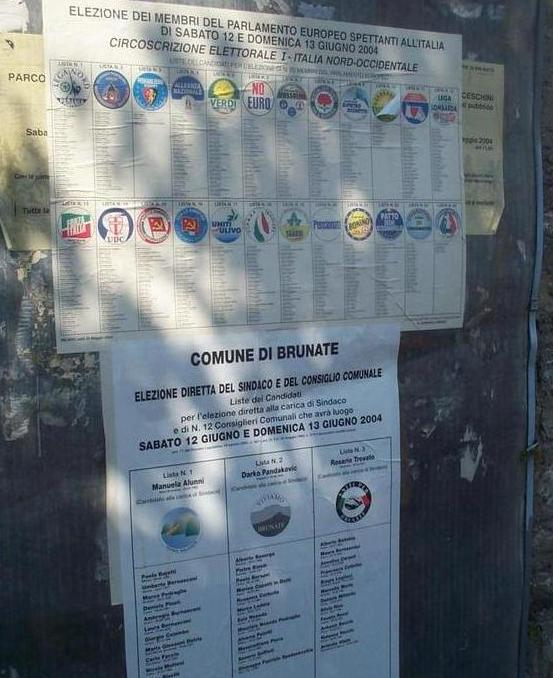
Un cartel que muestra las listas de partidos para las elecciones al Parlamento Europeo de 2004

|         | El Olivo - Demócratas de Izquierda (DS) - Democracia es Libertad-La Margarita (DL) - Socialistas Demócratas Italianos (SDI) - Movimiento Republicanos Europeos (MRE) | Varios - Socialdemocracia - Socioliberalismo - Socialdemocracia - Socioliberalismo | Romano Prodi - Piero Fassino - Francesco Rutelli - Enrico Boselli - Luciana Sbarbati | Varios - PES - EDP - PES - ELDR | 25/78                   |
|         | Forza Italia (FI) | Conservadurismo liberal                                                            | Silvio Berlusconi                                                                    | EPP                             | 22/78                   |
|         | Alianza Nacional (AN) | Conservadurismo nacionalista                                                       | Gianfranco Fini                                                                      | AEN                             | 9/78                    |
|         | Lista Bonino | Libertarianismo                                                                    | Emma Bonino                                                                          | Ninguno                         | 7/78                    |
|         | Unión de los Demócratas Cristianos y de Centro (UDC) | Democracia cristiana                                                               | Pier Ferdinando Casini                                                               | EPP                             | 4/78                    |
|         | Partido de la Refundación Comunista (PRC) | Comunismo                                                                          | Fausto Bertinotti                                                                    | PEL                             | 4/78                    |
|         | Liga Norte (LN) | Regionalismo                                                                       | Umberto Bossi                                                                        | Ninguno                         | 3/78                    |
|         | Partido de los Comunistas Italianos (PdCI) | Comunismo                                                                          | Oliviero Diliberto                                                                   | PEL                             | 2/78                    |
|         | Federación de los Verdes (FdV) | Política verde                                                                     | Alfonso Pecoraro Scanio                                                              | EGP                             | 2/78                    |
|         | Lista Di Pietro–Occhetto | Populismo                                                                          | Antonio Di Pietro Achille Occhetto                                                   | Ninguno                         | 2/78                    |
|         | Unión de Demócratas por Europa (UDEUR) | Democracia cristiana                                                               | Clemente Mastella                                                                    | EPP                             | 2/78                    |
|         | Socialistas Unidos por Europa | Socialdemocracia                                                                   | Gianni De Michelis Claudio Signorile                                                 | Ninguno                         | 1/78                    |
|         | Partido de los Pensionistas (PP) | Intereses de los pensionistas                                                      | Carlo Fatuzzo                                                                        | ED                              | 1/78                    |
|         | Llama Tricolor (FT) | Neofascismo                                                                        | Luca Romagnoli                                                                       | Ninguno                         | 0/78                    |
|         | Alternativa Social (AS) | Neofascismo                                                                        | Alessandra Mussolini                                                                 | Ninguno                         | 0/78                    |

## Resultados
| Partido                              | Partido                                                      | Partido | Grupo del PE                         | Candidato principal                  | Votos      | %      | +/–   | Escaños     | +/–                     |
| ------------------------------------ | ------------------------------------------------------------ | --- | ------------------------------------ | ------------------------------------ | ---------- | ------ | ----- | ----------- | ----------------------- |
|                                      |                                                              | El Olivo - Demócratas de Izquierda (DS) - Democracia es Libertad-La Margarita (DL) - Candidatos independientes - Socialistas Demócratas Italianos (SDI) - Movimiento Republicanos Europeos (MRE) | PES ALDE PES ALDE                    | Lilli Gruber                         | 10.105.836 | 31,08  | 1,53  | 24 12 7 2 1 | · 3 · 4 · 0 · 2 · Nuevo |
|                                      | Partido Popular Sudtirolés (SVP)                             | EPP-ED | Michl Ebner                          | 146.357                              | 0,45       | 0,05   | 1     | 0           |                         |
|                                      | Federalismo (Unión Valdostana – otros)                       | Ninguno |                                      | 29.598                               | 0,09       | 0,04   | 0     | 0           |                         |
| Total                                | Total                                                        | Mixto |                                      | 10.281.791                           | 31,62      | 2,62   | 25    | 2           |                         |
|                                      | Forza Italia (FI)                                            | Forza Italia (FI) | EPP-ED                               | Silvio Berlusconi                    | 6.806.245  | 20,93  | 4,23  | 16          | 6                       |
|                                      | Alianza Nacional (AN)                                        | Alianza Nacional (AN) | UEN                                  | Gianfranco Fini                      | 3.736.606  | 11,49  | 1,19  | 9           | 1                       |
|                                      | Partido de la Refundación Comunista (PRC)                    | Partido de la Refundación Comunista (PRC) | GUE/NGL                              | Fausto Bertinotti                    | 1.969.776  | 6,06   | 1,79  | 5           | 1                       |
|                                      | Unión de los Demócratas Cristianos y de Centro (UDC)         | Unión de los Demócratas Cristianos y de Centro (UDC) | EPP-ED                               | Salvatore Cuffaro                    | 1.914.726  | 5,89   | 1,14  | 5           | 1                       |
|                                      | Liga Norte (LN)                                              | Liga Norte (LN) | IND/DEM                              | Umberto Bossi                        | 1.613.506  | 4,96   | 0,48  | 4           | 0                       |
|                                      | Federación de los Verdes (FdV)                               | Federación de los Verdes (FdV) | Greens/EFA                           | Sepp Kusstatscher                    | 803.356    | 2,47   | 0,71  | 2           | 0                       |
|                                      | Partido de los Comunistas Italianos (PdCI)                   | Partido de los Comunistas Italianos (PdCI) | GUE/NGL                              | Oliviero Diliberto                   | 787.613    | 2,42   | 0,42  | 2           | 0                       |
|                                      | Lista Bonino (LB)                                            | Lista Bonino (LB) | ALDE                                 | Emma Bonino                          | 731.536    | 2,25   | 6,20  | 2           | 5                       |
|                                      | Italia de los Valores (IdV)                                  | Italia de los Valores (IdV) | ALDE                                 | Antonio Di Pietro                    | 695.179    | 2,14   | Nuevo | 2           | Nuevo                   |
|                                      | Socialistas Unidos por Europa (SUE)                          | Socialistas Unidos por Europa (SUE) | NI                                   | Gianni De Michelis                   | 664.463    | 2,04   | Nuevo | 2           | Nuevo                   |
|                                      | Alianza Popular – UDEUR (AP–UDEUR)                           | Alianza Popular – UDEUR (AP–UDEUR) | EPP-ED                               | Clemente Mastella                    | 419.173    | 1,29   | 0,32  | 1           | 0                       |
|                                      | Alternativa Social (LdA – FN – FSN)                          | Alternativa Social (LdA – FN – FSN) | NI                                   | Alessandra Mussolini                 | 400.626    | 1,23   | Nuevo | 1           | Nuevo                   |
|                                      | Partido de los Pensionistas (PP)                             | Partido de los Pensionistas (PP) | EPP-ED                               | Carlo Fatuzzo                        | 374.343    | 1,15   | 0,40  | 1           | 0                       |
|                                      | Llama Tricolor (FT)                                          | Llama Tricolor (FT) | NI                                   | Luca Romagnoli                       | 237.058    | 0,73   | 0,87  | 1           | 0                       |
|                                      | Partido Republicano Italiano – Los Liberales Sgarbi (PRI–LS) | Partido Republicano Italiano – Los Liberales Sgarbi (PRI–LS) | ALDE                                 |                                      | 233.144    | 0,72   | 0,18  | 0           | 1                       |
|                                      | Pacto Segni-Scognamiglio (PSS)                               | Pacto Segni-Scognamiglio (PSS) | Ninguno                              |                                      | 172.556    | 0,53   | —     | 0           | 1                       |
|                                      | LAL – LFV – PSd'Az – UfS                                     | LAL – LFV – PSd'Az – UfS | Ninguno                              |                                      | 160.101    | 0,49   | —     | 0           | 0                       |
|                                      | Lista de los Consumidores (LC)                               | Lista de los Consumidores (LC) | Ninguno                              |                                      | 160.066    | 0,49   | Nuevo | 0           | Nuevo                   |
|                                      | Abolizione Scorporo (Verdes Verdes – Verdes Federalistas)    | Abolizione Scorporo (Verdes Verdes – Verdes Federalistas) | Ninguno                              |                                      | 158.988    | 0,49   | Nuevo | 0           | Nuevo                   |
|                                      | País Nuevo (PN)                                              | País Nuevo (PN) | Ninguno                              |                                      | 78.003     | 0,24   | Nuevo | 0           | Nuevo                   |
|                                      | No Euro (NE)                                                 | No Euro (NE) | Ninguno                              |                                      | 70.220     | 0,22   | Nuevo | 0           | Nuevo                   |
|                                      | Movimiento Idea Social (MIS)                                 | Movimiento Idea Social (MIS) | Ninguno                              |                                      | 47.171     | 0,15   | Nuevo | 0           | Nuevo                   |
|                                      |                                                              | |                                      |                                      |            |        |       |             |                         |
| Votos válidos                        | Votos válidos                                                | Votos válidos | Votos válidos                        | Votos válidos                        | 32.516.246 | 91,04  |       |             |                         |
| Votos en blanco y nulos              | Votos en blanco y nulos                                      | Votos en blanco y nulos | Votos en blanco y nulos              | Votos en blanco y nulos              | 3.201.256  | 8,96   |       |             |                         |
| Total                                | Total                                                        | Total | Total                                | Total                                | 35.717.655 | 100,00 | —     | 78          | —                       |
| Votantes registrados y participación | Votantes registrados y participación                         | Votantes registrados y participación | Votantes registrados y participación | Votantes registrados y participación | 49.804.087 | 71,72  |       |             |                         |
| Fuente: Ministerio del Interior      |                                                              | |                                      |                                      |            |        |       |             |                         |

| \| Voto popular \| Voto popular \| Voto popular \| Voto popular \| Voto popular \| \| ------------ \| ------------ \| ------------ \| ------------ \| ------------ \| \| \| \| \| \| \| \| Ulivo \| Ulivo \| \| 31.1 % \| 31.1 % \| \| FI \| FI \| \| 20.9 % \| 20.9 % \| \| AN \| AN \| \| 11.5 % \| 11.5 % \| \| PRC \| PRC \| \| 6.1 % \| 6.1 % \| \| UDC \| UDC \| \| 5.9 % \| 5.9 % \| \| LN \| LN \| \| 5.0 % \| 5.0 % \| \| FdV \| FdV \| \| 2.5 % \| 2.5 % \| \| PdCI \| PdCI \| \| 2.4 % \| 2.4 % \| \| Bonino \| Bonino \| \| 2.2 % \| 2.2 % \| \| IdV \| IdV \| \| 2.1 % \| 2.1 % \| \| SUE \| SUE \| \| 2.0 % \| 2.0 % \| \| UDEUR \| UDEUR \| \| 1.3 % \| 1.3 % \| \| AS \| AS \| \| 1.2 % \| 1.2 % \| \| PP \| PP \| \| 1.1 % \| 1.1 % \| \| Otros \| Otros \| \| 4.7 % \| 4.7 % \| |        |  |        |        |
| Voto popular |        |  |        |        |
| |        |  |        |        |
| Ulivo | Ulivo  |  | 31.1 % | 31.1 % |
| FI | FI     |  | 20.9 % | 20.9 % |
| AN | AN     |  | 11.5 % | 11.5 % |
| PRC | PRC    |  | 6.1 %  | 6.1 %  |
| UDC | UDC    |  | 5.9 %  | 5.9 %  |
| LN | LN     |  | 5.0 %  | 5.0 %  |
| FdV | FdV    |  | 2.5 %  | 2.5 %  |
| PdCI | PdCI   |  | 2.4 %  | 2.4 %  |
| Bonino | Bonino |  | 2.2 %  | 2.2 %  |
| IdV | IdV    |  | 2.1 %  | 2.1 %  |
| SUE | SUE    |  | 2.0 %  | 2.0 %  |
| UDEUR | UDEUR  |  | 1.3 %  | 1.3 %  |
| AS | AS     |  | 1.2 %  | 1.2 %  |
| PP | PP     |  | 1.1 %  | 1.1 %  |
| Otros | Otros  |  | 4.7 %  | 4.7 %  |